# 焉耆回族自治県
焉耆回族自治県（えんき-かいぞく-じちけん、イェンチー・フェイぞく-じちけん、モンゴル語:ᠶᠠᠨᠼᠢ
ᠬᠣᠲᠣᠩ
ᠥᠪᠡᠷᠲᠡᠭᠡᠨ
ᠵᠠᠰᠠᠬᠤ
ᠱᠢᠨᠢ）は、中華人民共和国新疆ウイグル自治区バインゴリン・モンゴル自治州に位置する回族の自治県。

## 歴史
古くは焉耆国というオアシス都市国家が栄え、龍氏という王族のもと、印欧系のトカラ語を話す民族が住んでいた。
焉耆国は小国ゆえに時の大国の支配下に入ることが多かったが、一時期は隣国の亀茲国を占領して天山南路一帯を支配するほど強盛な時代もあった。その後も焉耆国は時の大国に支配されつつも、8世紀までは独立した国家であったが、唐によって焉耆都督府が設置されると独立性が失われ、まもなく吐蕃・回鶻（ウイグル）に占領される。天山地域に割拠した回鶻は天山ウイグル王国を形成し、500年をかけてその地をテュルク化していった。
その後、チャガタイ・ハン国、モグーリスタン・ハン国、ジュンガル・ホンタイジ国と支配者が代わり、テュルク化・イスラーム化はさらに進行していく。
1757年、清の乾隆帝の遠征によってジュンガル・ホンタイジ国は滅ぼされ、ジュンガルが支配していた東トルキスタンは清朝の支配下に入り、「新疆（しんきょう）」と呼ばれるようになる。

## 行政区画
4郷、4鎮を管轄：
- 鎮：カラシェヘル鎮（カラシャリ鎮、焉耆鎮）、七箇星鎮、永寧鎮、デンズィル鎮（四十里城子鎮）
- 郷：北大渠郷、五号渠郷、チャガンチェケ郷（査汗采開郷）、ボルカイ郷（包爾海郷）

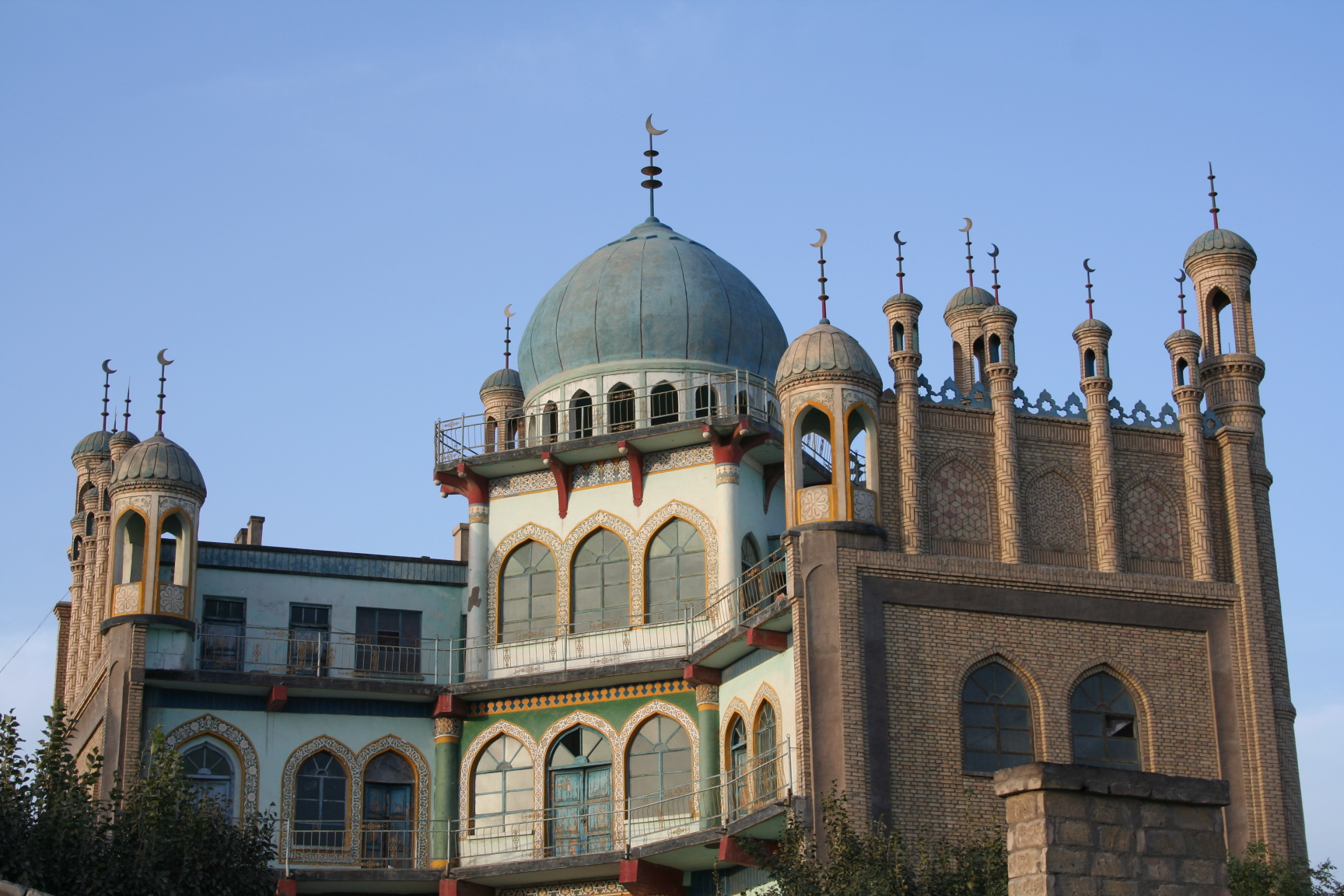
焉耆ウイグル族大モスク

- 王家荘牧場、蘇海良種場